# Quattro Castella
Quattro Castella ist eine Stadt mit 13.238 Einwohnern (Stand 31. Dezember 2023) in der Provinz Reggio Emilia, Region Emilia-Romagna in Italien.

## Städtepartnerschaften
Seit Juli 2002 besteht eine Zusammenarbeit mit Weilburg, die 2010 zu einer offiziellen Städtepartnerschaft geführt hat. Eine weitere Partnerschaft besteht mit Buzet (Kroatien) in der Gespanschaft Istrien.